# ララ・ストーン
ララ・ストーン （Lara Catherina Stone, 1983年12月20日 - ）は、オランダのファッションモデル。
父はイギリス人。特徴的な前歯と、長身に似合わないとても小さい足のサイズで知られる。

## 略歴
オランダ人の母とイギリス人の父のもとにオランダの北ブラバント州で生まれる。12歳の時にパリのモデルエージェントにスカウトされ、エリートモデルコンテストに出場。優勝はしなかったものの、エリートモデルの目にとまり契約。2006年にIMGに移籍した。

## 私生活
2009年にアルコール依存症のリハビリ施設に入院したことがある。2010年1月に、イギリスのコメディアンである、デヴィッド・ウォリアムスと婚約、同年5月に結婚した。
その後、2人の間には息子も生まれたが、2015年3月に別居、同年秋に離婚が成立した。